# 김지환 (1979년)
김지환(1979년~)은 대한민국의 희극인이다.

## 학력
- 서울예술대학 연극

## 방송
- KBS2 개그콘서트
  - 풀옵션
- KBS2 시츄에이션 콩트 팡팡
- KBS2 폭소클럽